# 何文慶
何 文慶（か ぶんけい、He Wenqing、1801年 - 1863年）は、太平天国の指導者の一人。
浙江省紹興府諸曁県出身。外科医であったが、武術を善くし、蓮蓬党を結成した。1861年、太平天国が浙江省に進入すると、蓮蓬党を率いて太平天国軍を迎え入れ、浙東地方攻撃の先鋒となった。たちまち嵊・新昌・上虞・余姚・慈渓・鎮海を占領し、さらに息子に命じて天台・台州・温嶺を攻略させた。この功績により志天燕に封ぜられ、さらに志天義に昇進した。寧波の防衛を命じられ、税関業務も担当した。1862年になると清軍は西洋人と結んで、鎮海・寧波・慈渓一帯で反撃に出たため、何文慶は戴王黄呈忠・首王范汝増とともに抵抗にあたった。慈渓の戦いでは常勝軍のフレデリック・タウンゼント・ウォードを戦死させた。1863年になると浙東地方の形勢は悪化し、何文慶は各地を転戦したが、疲労が蓄積して蕭山攻撃の途上で病死した。